# Gálibo (puentes)

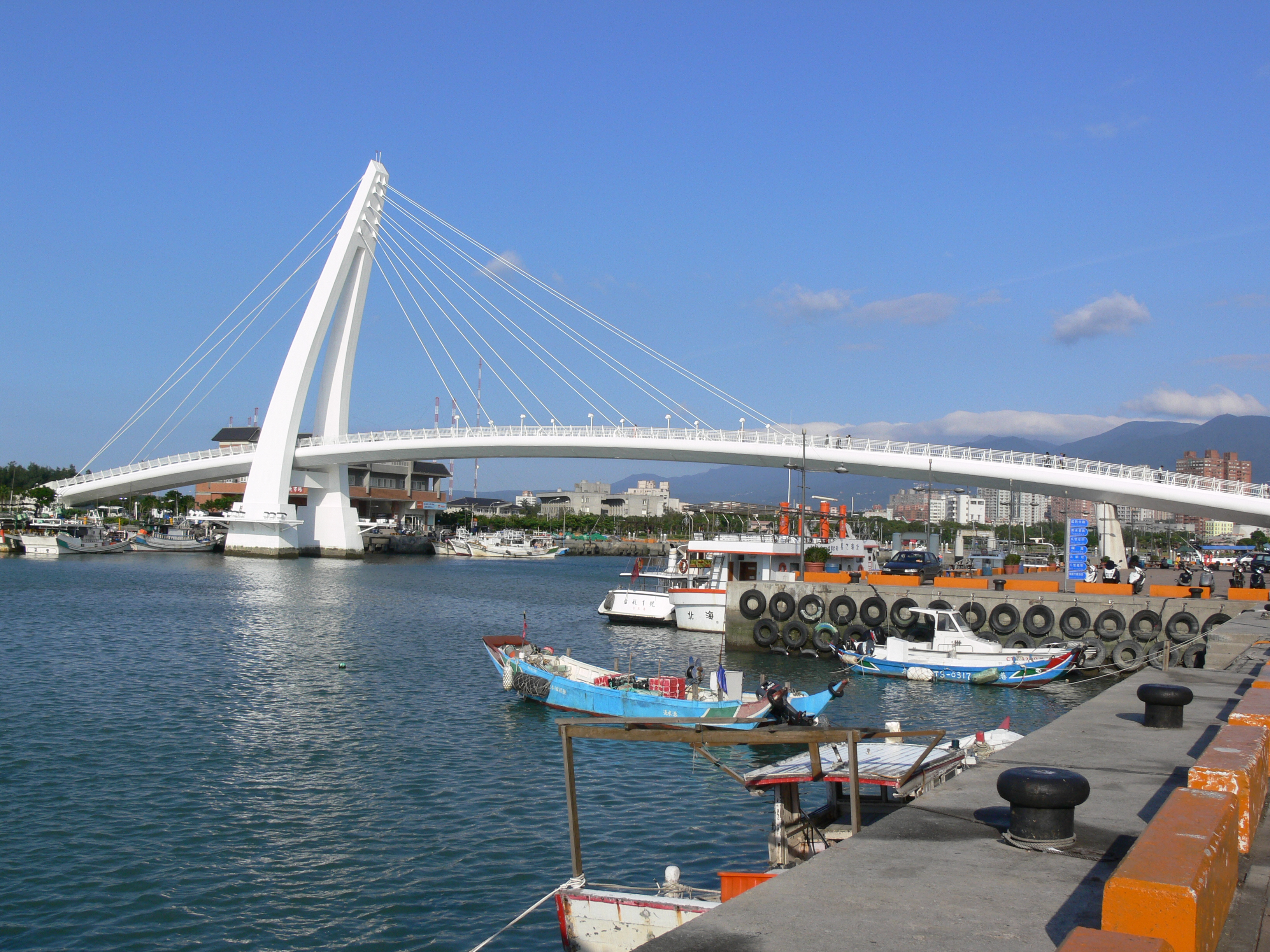
Puente atirantado de Tamsui, con mayor gálibo en la zona de navegación.

En puentes se denomina gálibo a la distancia entre la parte inferior de la superestructura y el nivel medio del curso de agua[cita requerida]. Es un parámetro importante para la navegación de buques por debajo y está relacionado con la franquía, distancia entre la parte inferior de la superestructura y el nivel de la máxima creciente conocida.
El gálibo se tiene en cuenta durante el proyecto solo si se prevé la navegación por el curso de agua, y es la razón por la cual los puentes tienen, con cierta frecuencia, un perfil que se asemeja al perfil de un puente en arco. Esto no determina el tipo de puente, que se denomina atendiendo a la forma básica de trabajo de la estructura, pero sí logra un mayor gálibo sobre la zona de navegación sin que sea necesario elevarla en todo su desarrollo, con el consiguiente aumento de costos.
Por el contrario, la franquía siempre debe ser tenida en cuenta, dado que afecta la seguridad del puente durante las crecidas.
| España        | 5,0  | 5,3  |
| Unión Europea | >4,0 | >4,0 |
| México        | 5,5  | 5,5  |
| Colombia      | 5,0  | 5,0  |